# Gelsomina Vanna Marr
Gelsomina Vanna Marr, pseudonimo di Vanna Revelli (Torino, 10 agosto 1940), è una ballerina, cantante, attrice e imprenditrice italiana naturalizzata britannica.
In Italia nota inizialmente per aver fatto parte del duo Jack La Cayenne e Gelsomina.

## Biografia

### Anni cinquanta[1][2][3]

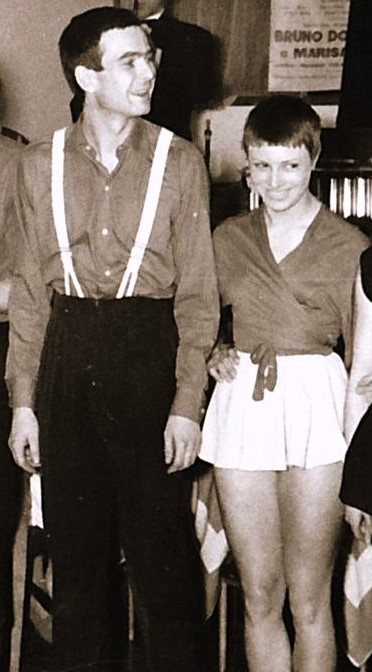
Vanna Revelli e Franco Estil

Inizia a ballare a 15 anni con Franco Estil negli spettacoli che si tenevano presso le università torinesi. Nel 1957 al Roof Garden di Alassio (SV) vince il campionato italiano di ballo rock and roll, diventando la prima donna campionessa italiana di Rock n' Roll. Balla qualche mese in coppia con Riccardo Miniggio (poi Ric e Gian) in spettacoli di teatro di rivista con Erminio Macario.

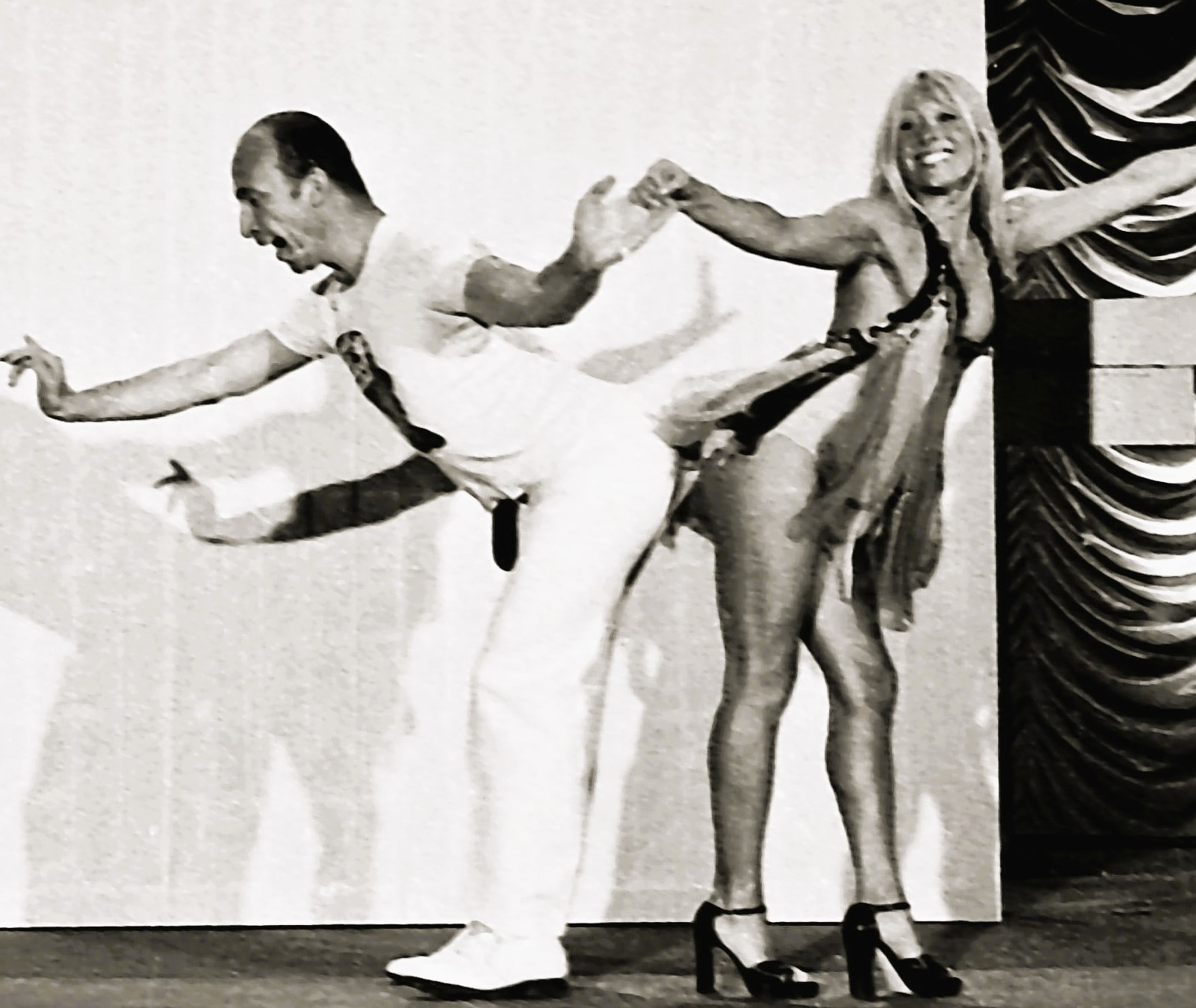
Jack La Cayenne e Gelsomina

Invitata da Bruno Dossena si esibisce al “Processo al Rock and Roll” tenutosi al Teatro Nuovo di Milano, dove conosce i Rock Boys: Giorgio Gaber, Enzo Jannacci e Adriano Celentano. Al Teatro Nuovo c'è anche il ballerino comico Jack La Cayenne (Alberto Longoni) senza partner, che le chiede di ballare e esibirsi con lui. Inizia così la collaborazione artistica che porterà al noto numero di varietà comico internazionale 'Jack La Cayenne e Gelsomina'.
La coppia inizia a lavorare all'estero. A Madrid Vittorio De Sica li inserisce nel film Gli zitelloni.

### Anni sessanta[2][1][3]

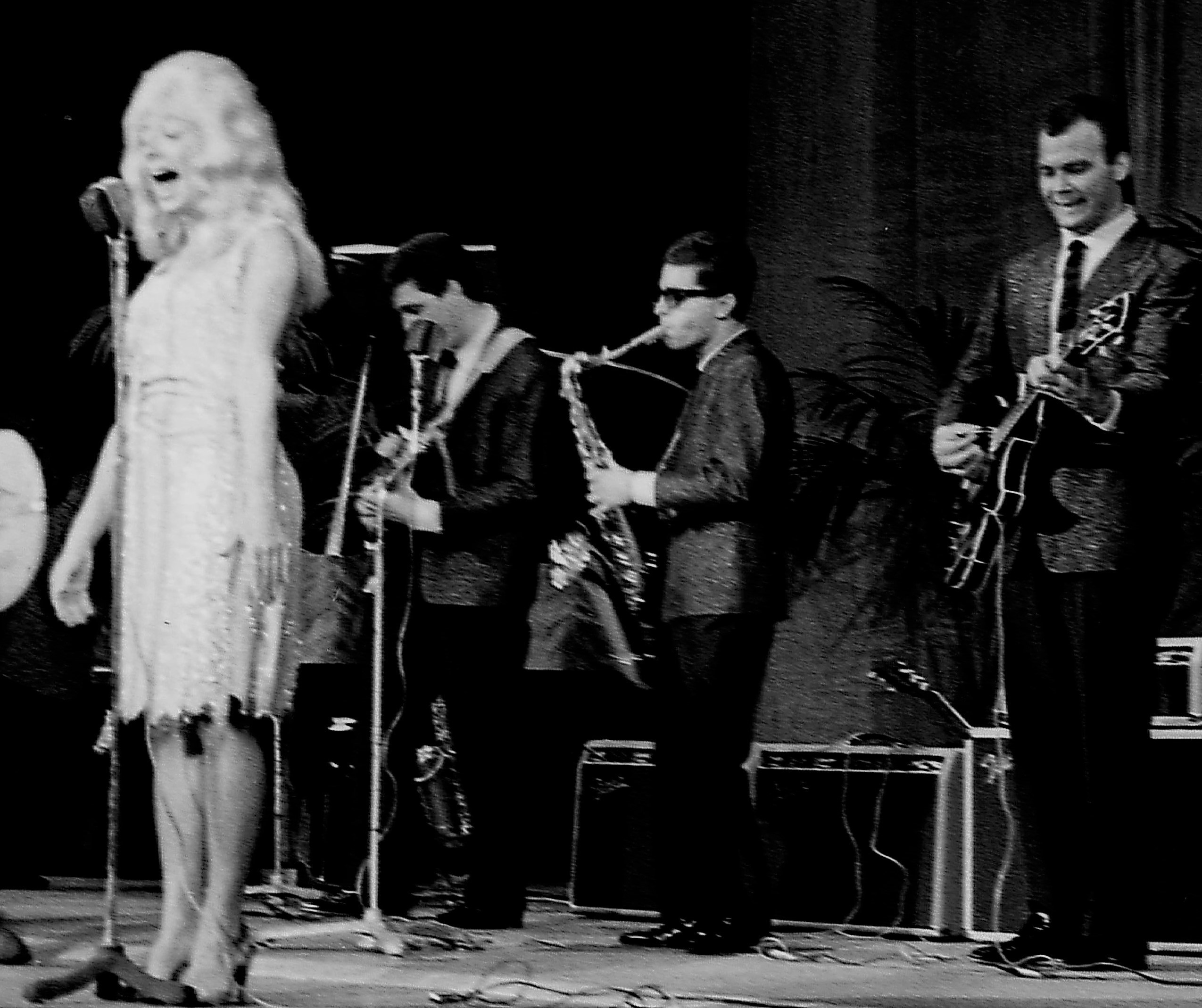
Gelsomina canta con I Ribelli di Adriano Celentano

Dal 1959 al 1961 la coppia La Cayenne-Revelli è in tour con l'amico Celentano. Con Gino Santercole e I Ribelli fanno parte del primo Clan Celentano e con loro Vanna inizia a cantare. Nel tour "Bussola On Stage", Celentano e Sergio Bernardini le cambiano il nome in Gelsomina, nome che terra' in seguito nei tour italiani con Connie Francis, Platters e Perez Prado.
Jack La Cayenne & Gelsomina iniziano la carriera internazionale: si esibiscono nei locali parigini Folies Bergeres e in concerto con Charles Aznavour al Casino d'Enghien. Nel 1963 André Pousse li ingaggia per l'inaugurazione di La Locomotive (dal 2010 La Machine du Moulin Rouge), il club rock dei giovani yéyé parigini.
A Madrid partecipano al programma TV Sabato Noche Show della RTVE; girano film pubblicitari con l’Estudios Moro per Nescafé e per “Martini on The Rock’s”; inaugurano il club Gallo Rojo di Alicante con la diva di flamenco Lola Flores; appaiono con Xavier Cougat e Abbe Lane, con Shirley Bassey, Sacha Distel e con Paul Anka al Pavillon Retiro.
In Italia la coppia appare in vari cinegiornali come Orizzonte cinematografico, Caledoscopio Ciac, Settimanale Ciac, La settimana Incom; alla Rai in Le comiche di Febo Conti e nel programma Carosello. A Roma girano Sexy al Neon, film-documentario di Ettore Fecchi, e si esibiscono nei famosi locali della Via Veneto.
Nel 1964 sono al Churchill’s club di Londra con Elaine Paige e il balletto Talk of the Town Revue, quando vengono scritturati per un contratto al Latin Quarter Music Hall di Broadway a New York, in show con gli attori Eleanor Powell, Eddie Albert, fanno gala' con i cantanti Mel Tormé e Eydie Gormé; infine partecipano al programma televisivo statunitense The Ed Sullivan Show della CBS.
Ritornano in Europa per esibirsi presso le Basi USA in Germania e al club El Caliph di Jaffa a Tel Aviv con Del Shannon e i Golden Gate Quartet. Il numero di varietà viene rinnovato: Gelsomina inserisce più brani musicali che canta con i musicisti rock spagnoli Antonio Martínez (chitarra), Pablo Gomez (batteria) e Angel Salvador (basso). In seguito Martínez e Gomez lasceranno la coppia per formare i Los Bravos. 
Con i nuovi musicisti, Jack e Gelsomina attraversano il Checkpoint Charlie e si recano a Berlino Ovest per esibirsi al "Silvester Show", programma televisivo, per il Capodanno 1965-66 trasmesso 'live' dalla ZDF TV tedesca con Udo Jürgens, la soprano Anna Moffo e The Shadows.
Formano un nuovo trio con Angel Salvador e gli inglesi Paul P. Jeffery (chitarra) e David John Baker (batteria), che allo Star-Club di Amburgo lasciano il gruppo Alan Dean & His Problems. Jack, Gelsomina & Cayens "gruppo attrazione" si esibiscono al Piper di Milano, al Wisky a Go Go di Bologna, a Verona, al Copacabana di Atene in Grecia e all’Hotel Excelsior (Lido di Venezia) con Bruno Martino e Ornella Vanoni.

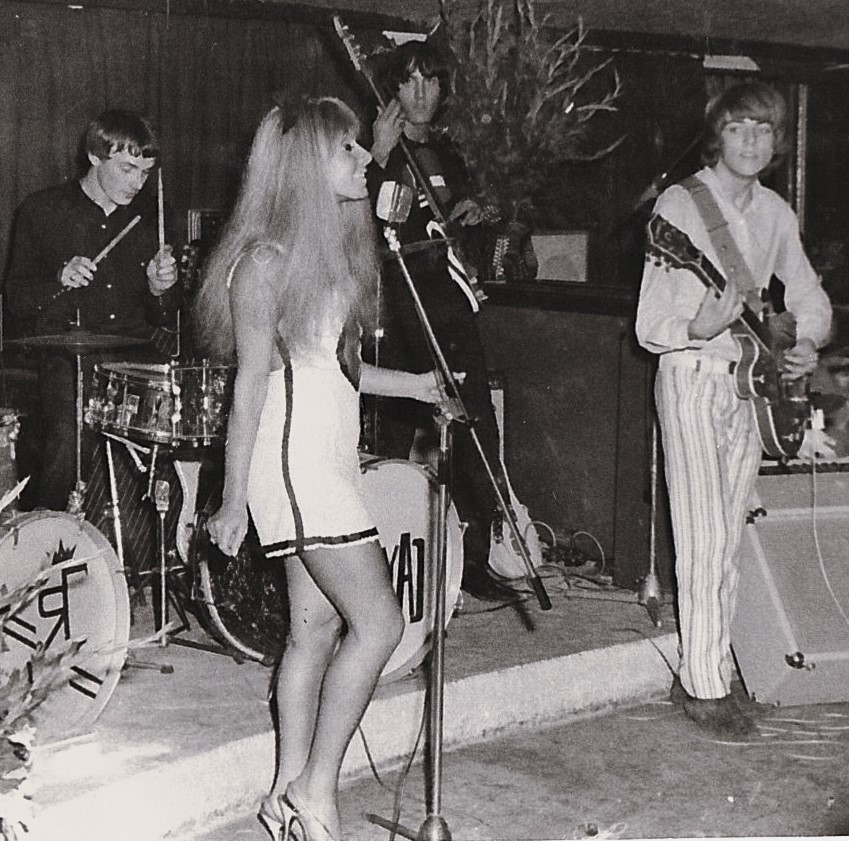
Gelsomina & Top 3

Nell’ottobre del 1966 la coppia si separa. Gelsomina forma il gruppo "Gelsomina & Top 3" con Paul P. Jeffery, David John Baker e Roberto Stefanel (basso); Salvador si unisce a I Ribelli. Il manager Franco Mamone in trattativa con la Jolly Hi-Fi Records le organizza serate al Piper, al Capolinea, al Grouse e alle Rotonde Garlasco; estati sulla Costa Adriatica al Lady Godiva con I Giganti e alla Bat Caverna di Riccione. Gelsomina & Top 3 incidono per la Jolly due titoli "Stop!... (Ti devi fermar)" e "Mini-girl, mini-boy", ma distribuito solo come promozionale il disco non verrà pubblicato. Marino Marini le offre di cantare con il nome Alfie: appare in un articolo pubblicato sul settimanale Ciao Amici, ma smette di cantare perché in attesa di una figlia.
Riprende l'estate 1969: Gelsomina & Top 3 e La Cayenne partecipano al tour Italiano London Look per il lancio dei cosmetici Yardley London.
Nel 1970 al mixer del Charlie Max divenuto discoteca, Gelsomina è una delle prime donne Dj in Italia.

### Anni settanta[15]
Per tutto il 1971 Gelsomina canta con il super-gruppo di Tony Pinelli al club Annabella Akrotiri Club Ayios KosmasAkrotiri ad Atene.
L’estate successiva con l’Orchestra di Nico Lavranos canta con i cantanti della musica greca: George Dalaras, Charis Alexiou, Giann Parios, Grigoris Bithikotsis, Stratos Dionysiou, con Paschalis Arvanitidis, Dakis Joannou e Millie Karali.
Appare regolarmente alla televisione greca: nei programmi del regista-produttore Nicos Mastorakis; nel programma settimanale di Kostas Tsangaris con Yiannis Petrides; debutta come attrice nella serie televisiva "Oi Pantheoi".
Nel 1974 firma un contratto discografico con la Polygram, dove incide su etichette Polydor e RCA 'cover versions' di successi internazionali in lingua greca. Fa parte del gruppo 'Cantanti moderni' (in contrapposizione al rebetico) con i quali partecipa a diversi tours e a un musical del cantante di rock greco Kostas Tournas con Robert Williams.
Nel 1975 gira un cameo con il regista Vassilis Georgiadis in Synomosia sti Mesogeio. In seguito ha un ruolo di co-protagonista in La valle del minotauro, film del 1976 del regista Kostas Karagiannis con Donald Pleasence e Peter Cushing.
A giugno delle stesso anno Gelsomina partecipa con La Cayenne al varietà televisivo RAI Punto e Basta, con la regia di Romolo Siena e con Gino Bramieri, Sylvie Vartan, Loretta Goggi. 
Inizia a investire nel club dove cantava la discoteca-ristorante e piscine club Annabella Akrotiri sul promontorio di Ayios Kosmas Atene, ne diviene proprietaria nell'estate 1975, forma un gruppo e canta con Miquel Brown e Bobby Farrell di Boney M. Nel 1975-6 ingaggia come DJ il 1°produttore di Madonna new wave Mark Kamins, primo produttore di Madonna. Nelle successive stagioni estive con la fashion house Niko & Takys organizza “Miss Annabella” e “Miss Disco” valevoli per il titolo di “Star Hellas” (Miss Grecia); organizza la prima sfilata della Parah Swimwear, negli anni il Club è frequentato da personaggi come Gianni Versace, David Bowie, Iggy Pop, Barbara Eden, Mikhail Baryshnikov, Aliki Vougliouklaki, Vangelis, armatori, cantanti e modelle. Gelsomina gestisce il Club fino al 1981, continuando a incidere dischi, le serate live, i film e le apparizioni televisive. 
Nel 1979, il regista George P. Cosmatos la inserisce nel cast della super-produzione Amici e nemici con Roger Moore, David Niven, Elliot Gould, Claudia Cardinale, Telly Savalas, Stefanie Powers.

### Anni ottanta[15]
L'estate 1981 canta con Stamatis Kokotas e Anna Vissi, mentre l'inverno nello show di Tolis Voskopoulos. 
Nel 1982 entra in società con il collega batterista Makis Saliaris (già componente dei We Five) per aprire la Summer Autokinisi, una nuova maxi-discoteca a Glyfada. Organizzano serate a tema ed eventi e concerti con artisti internazionali Joe Cocker, Gloria Gaynor, Shirley Bassey, Boy George. Nel 1985 aprono una seconda discoteca Autokinisi a Salonicco.

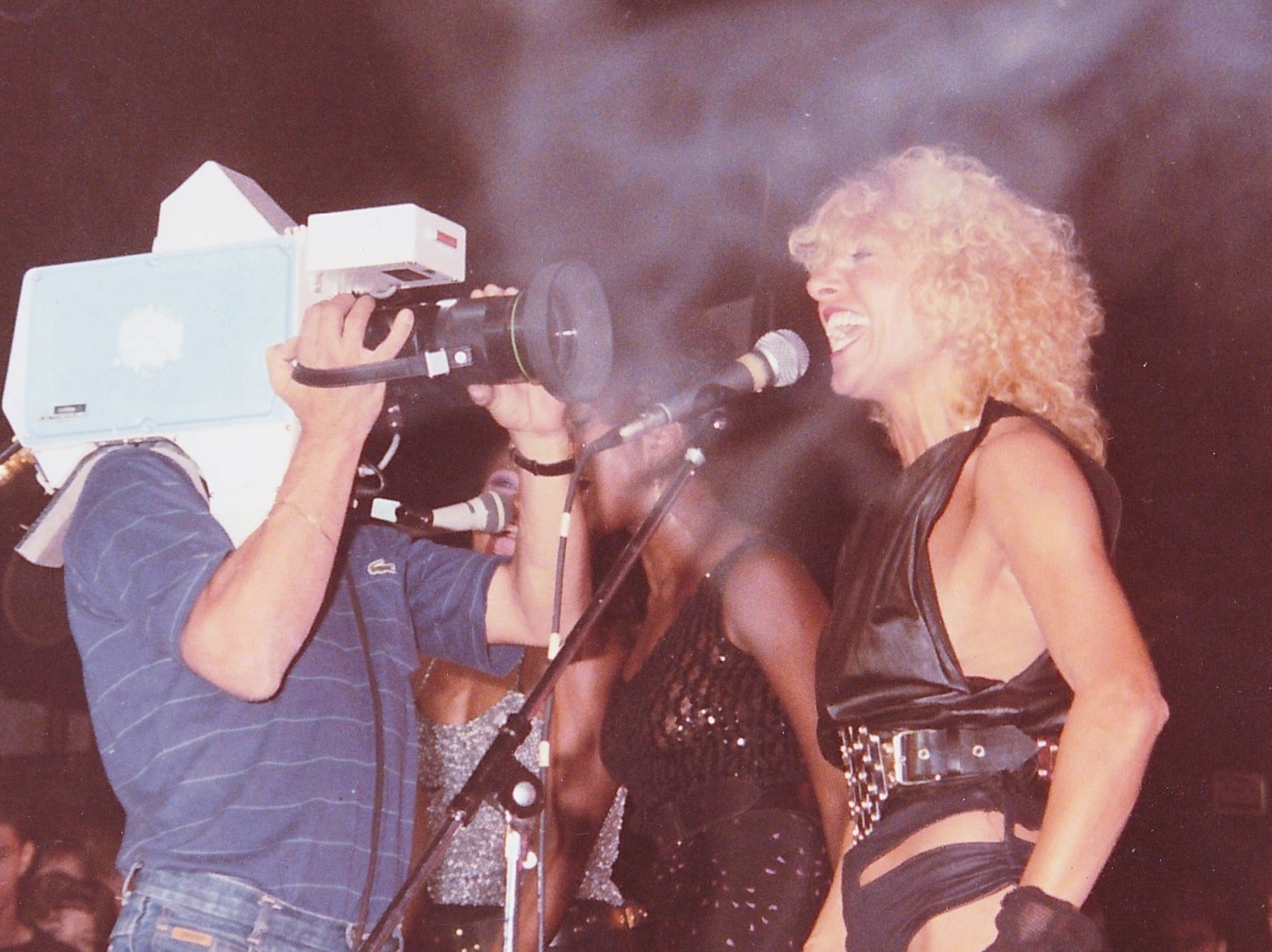
Vanna Marr in concerto video

Negli anni '80 con lo pseudonimo Vanna Marr scrive testi in inglese su musiche di Paolo Gianolio Gianni Dall’Aglio e Kostas Haritodiplomenos, li incide allo studio Casa Bianca di Modena con i produttori Fio Zanotti, Paolo Gianolio e Paul P. Jeffery, e Tsimidopoulos, vengono pubblicati con etichette Sakkari Records (1983), Philips Records (1985) e Polystar (1986).

### Anni novanta - attuale
Nel 1988 appare in una scena del film Madame Sousatzka di John Schlesinger con Shirley McLaine.
Nel 1990 partecipa al mini-tour greco di LaToya Jackson.
Nel 2023 il brano "Lost In The Night" (K. Charitodiplomenos - V. Marr, 1985) è incluso in Fingernails di Christos Nikou con Riz Akmed, film presentato al Toronto International Film Festival.

## Vita privata
Vanna è stata sposata con Jack La Cayenne dal 1958 al 1966.
Dal 1976 è sposata con l'avvocato Richard Marre.
Nel 1993 acquisisce un uliveto vicino al mare nel Peloponneso, partecipa attivamente al disegno e la costruzione di una casa per la famiglia a Kardamyli, vicino alla dimora dello scrittore Sir Patrick Leigh Fermor e della moglie Joan Monsell e quella di Alexandre Tolstoii (diplomatico francese pronipote dello scrittore), con i quali, intrattiene una lunga amicizia. Per loro tramite frequenta diversi scrittori e personaggi che visitano la casa di Fermor come: Philippa e Johnny Earl Jellicoe, Sofka Zinovieff, Don Jaime Parlade e la moglie Gianetta (ex moglie di Derek Jackson), Artemis Cooper figlia di John Julius Norwich e biografa ufficiale di Patrick Leigh Fermor, l’editore scrittore Roberto Calasso.
Vanna, con il marito Richard e la figlia Luna, risiede in Svizzera, trascorre parte dell'anno a Milano e nella casa a Kardamyli.

## Filmografia

### Cinema
- Gli zitelloni, regia di Giorgio Bianchi (1958)
- Synomosia sti Mesogeio, regia di Vasilis Georgiadis (1975)
- La valle del minotauro (The Devil's Men), regia di Kostas Karagiannis (1976)
- Amici e nemici (Escape to Athena), regia di George P. Cosmatos (1979)
- Ta paidia tis piatsas, regia di Kostas Karagiannis (1979)
- I manoula, to manouli kai o paidaros, regia di Kostas Karagiannis (1982)
- O papa-Souzas fantomas, regia di Kostas Karagiannis (1983)

### Televisione
- The Ed Sullivan Show, CBS TV USA (1964)
- Punto e basta, regia di Antonello Falqui (1975)

## Discografia

### Gelsomina
- 1974 – Τι Μου Συμβαίνει Λοιπόν/Ποιος Σου Είπε (RCA Victor, RC 1008)
- 1975 – Μη Ρωτάς/Θάμαι 'γω (Polydor, 2061215)
- 1976 – Ζω/Ξέρεις Τώρα Τι Θα Πει Αγάπη (Polydor, 2061255)
- 1977 – Μικρό Ήταν Το Λάθος/Δεν Ζητάω Πολλά (Polydor, 2061 275)

### Vanna Marr
- 1983 – I Want Your.../I Want Your (Crazy Mix) (Sakkaris Records, SR 112)

### Vana Marr
- 1985 – Lost In The Night (Remix)/Lost In The Night (Remix) (Instrumental) (Philips, 880 727-1)